# Friedrich Bechtel
Friedrich Bechtel (Durlach, 2 febbraio 1855 – Halle (Saale), 9 marzo 1924) è stato un linguista e filologo tedesco.

## Biografia
Studiò lingue all'Università di Göttingen, dove le sue influenze includevano i filologi Theodor Benfey e August Fick. Nel 1878 conseguì la sua abilitazione per la linguistica comparativa a Göttingen, diventando professore associato nel 1884. Dal 1881, fu editore della rivista Göttingschen Gelehrten Anzeigen. Nel 1895 fu nominato professore di linguistica comparativa all'Università di Halle.

## Opere principali
- Ueber die Bezeichnungen der sinnlichen Wahrnehmungen in den indogermanischen Sprachen, 1879.
- Sammlung der griechischen Dialekt-Inschriften,  Hermann Collitz (4 volumi, 1884–1915).
- Die Inschriften des ionischen Dialekts, 1887.
- Die Hauptprobleme der indogermanischen Lautlehre seit Schleicher, 1892.
- Die griechischen Personennamen nach ihrer Bildung erklärt und systematisch geordnet, con August Fick (2 edizione, 1894).
- Die attischen Frauennamen nach ihrem Systeme dargestellt, 1902.
- Lexilogus zu Homer; Etymologie und Stammbildung homerischer Wörter, 1914.
- Die historischen Personennamen des Griechischen bis zur Kaiserzeit, 1917.
- Die griechischen Dialekte (3 volumi 1921–24).[3]